# Бьёрклунд, Калле
Калле (Карл-Гуннар) Бьёрклунд (швед. Karl-Gunnar "Kalle" Björklund; 2 декабря 1953, Векшё) — шведский футболист, выступавший на позиции полузащитника. После завершения карьеры стал тренером.

## Карьера игрока
Почти всю свою карьеру Калле Бьёрклунд провел за клуб «Эстер». Вместе с ним он становился чемпионом Швеции и обладателем кубка страны. За «Эстер» он провел более 200 матчей. В 1981—1982 годах футболист привлекался в сборную Швеции.

## Карьера тренера
Свою тренерскую деятельность Бьёрклунд начал в Норвегии. В течение двух лет он работал с «Бранном». Затем специалист вернулся в Швецию, где он тренировал клубы из элиты «Кальмар», «Эргрюте» и «Эльфсборг». В последнее время Бьёрклунд является ассистентом в «Эстере».

## Достижения
- Чемпион Швеции (3): 1978, 1980, 1981
- Обладатель кубка Швеции (1): 1976—1977

## Семья
Сын тренера Йоахим Бьёрклунд — известный в прошлом шведский футболист, бронзовый призёр Чемпионата мира 1994 года в США. Родственник известного шведского футболиста Томми Свенссона и его сына Стига Свенссона.